# Proanobrium patawaense
Proanobrium patawaense – gatunek chrząszcza z rodziny kózkowatych i podrodziny zgrzypikowych. Jedyny przedstawiciel rodzaju Proanobrium.

## Zasięg występowania
Ameryka Południowa, występuje w Gujanie Francuskiej.